# آسمان للطيران
آسمان للطيران (بالإنجليزية: Asaman Air)‏ (بالفارسية: هواپیمایی آسمان، Havapeymaei-e Asaman) هي شركة طيران خاصة مقرها طهران إيران؛ ولها فرعين مهمين في شيراز ومشهد وتقوم بتسيير رحلات الطيران الداخلية وإلى الشرق الأوسط ؛ الشركة تم تأسيسها في 1970 وتعتمد عملياتها على الطائرات ذات السعة المتوسطة كطائرة فوكر 100 التي تحمل 105 راكباً.

## وصلات خارجية
- موقع الشركة
- أعضاء إيتا
- فرع مشهد
- فرع شيراز
- بعض صور الطائرات التابعة لشركة آسمان